# Формирование территории Украины
Формирование территории Украины (укр. Формування території України) — процесс изменения территории Украины, происходивший в течение всего времени её существования.

## Средние века
| Территория                  | Дата обретения | Регион, карта                                               | Статус, источник территории, этапы её обретения | Современный статус территории                                                             |
| --------------------------- | -------------- | ----------------------------------------------------------- | ----------------------------------------------- | ----------------------------------------------------------------------------------------- |
| Галицко-Волынское княжество | 1199 — 1392    | Земли в бассейнах рек Сан, Западный Буг и верховьев Днестра |                                                 | Треть северо-западных земель княжества составляли ныне польские и белорусские территории. |
|                             |                |                                                             |                                                 |                                                                                           |

## Революция и независимость
| Территория                                        | Дата обретения             | Регион, карта        | Статус, источник территории, этапы её обретения | Современный статус территории |
| ------------------------------------------------- | -------------------------- | -------------------- | --- | ----------------------------- |
|                                                   | 7 (20) ноября 1917         |                      | Согласно III Универсалу Центральной рады, власть Украинской народной республики распространялась на 9 губерний: Киевскую, Подольскую, Волынскую, Черниговскую, Полтавскую, Харьковскую, Екатеринославскую, Херсонскую и северные уезды Таврической (без Крыма). Судьбу некоторых смежных с Россией областей и губерний (Курская, Холмская, Воронежская и т. п.) предполагалось решить в будущем. |                               |
|                                                   |                            |                      | |                               |
|                                                   | 27 января (9 февраля) 1918 | UNR 1918 divisions-0 | По Брестскому договору к Украине отошли три южных уезда бывшей Минской губернии — Пинский, Мозырский и Речицкий, Гомельский уезд Могилёвской губернии, а также вошли Холмщина и Подляшье — Холмская губерния. |                               |
|                                                   |                            |                      | |                               |
|                                                   | 3 марта 1918 года          |                      | Советское правительство в Москве подписало Брестский мир, согласно которому признало независимость Украинской Народной Республики (без указания границ). При этом её законным правительством большевики признавали власть существовавшей в составе РСФСР с 25 декабря 1917 года Украинской Народной Республики Советов. Границы последней также были вопросом, поскольку в конце января 1918 года, сразу после отъезда правительства УНРС в Киев из Харькова, где оно временно размещалось, пока Киев был под контролем Центральной Рады, в составе РСФСР на территориях Харьковской и Екатеринославской губерний была образована другая республика — Донецко-Криворожская Советская Республика (ДКР). Ранее в Херсонской губернии также была создана Одесская Советская Республика (ОСР). В связи с обязательствами РСФСР, взятыми при подписании Брестского мира, УНРС формально должна была быть независимым государством, что и было провозглашено Вторым Всеукраинским съездом Советов, состоявшимся 17—19 марта 1918 года в Екатеринославе. Таким образом, из состава России исключалась как минимум Правобережная и Левобережная Украина, а также север Новороссии (Екатеринослав). 13 марта Одесская республика была оккупирована германо-австрийскими войсками. В апреле все остальные республики были также оккупированы и ликвидированы, включая УНР. По подписанному Россией и Германией в августе 1918 года дополнительному соглашению к Брестскому миру границами Украины признавались границы 9 губерний, указанные в Универсале Центральной Рады, а все остальные территории, занятые Германией, — временно оккупированными. |                               |
|                                                   |                            |                      | |                               |
|                                                   | 11 января 1919 года        |                      | Временное рабоче-крестьянское правительство Украины издало приказ о временных границах Советской Украины (временного автономного образования на период до окончательной деоккупации территорий): восстанавливались прежние границы царских губерний, к Украине относились те губернии, чьи столицы располагались на территориях, которые были ранее отнесены к Украине. Таким образом временными границами Украины стали границы УНР по Третьему Универсалу Центральной Рады, но без северной части Таврической губернии (поскольку её столица — город Симферополь — располагалась в Крыму). 17 февраля 1919 года было принято постановление Совета Рабочей и Крестьянской Обороны РСФСР о ликвидации Донецко-Криворожской советской республики, что явилось подтверждением передаче её основной территории в состав Украины (западная граница области Войска Донского была сохранена в изначальном состоянии). |                               |
|                                                   |                            |                      | |                               |
| Восточная Галиция, Северная Буковина и Закарпатье | 22 января 1919 года        | Западная Украина     | Объединение Украинской Народной Республики и Западно-Украинской народной республики |                               |
|                                                   |                            |                      | |                               |

## Советский период
| Территория                                                             | Дата обретения       | Регион, карта    | Статус, источник территории, этапы её обретения | Современный статус территории                            |
| ---------------------------------------------------------------------- | -------------------- | ---------------- | --- | -------------------------------------------------------- |
|                                                                        | 10 марта 1919 года   |                  | III Всеукраинский съезд советов провозгласил независимую Украинскую Социалистическую Советскую Республику. В этот же день был заслушан «Вопрос о границах с Российской Республикой». Север Таврической губернии включался в состав УССР, а 4 северных уезда Черниговской губернии стали частью РСФСР. |                                                          |
|                                                                        |                      |                  | |                                                          |
| Территориальный спор между Донецкой губернией и Юго-Восточной областью | 15 марта 1920 года   |                  | от области Войска Донского в состав созданной Донецкой губернии УССР были переданы станицы Гундоровская, Каменская, Калитвенская, Усть-Белокалитвенская, волость Карпово-Обрывская Донецкого округа; станица Владимирская, Александровская Черкасского округа, далее на запад условная линия: станция Казачьи Лагеря, Мало-Несветайская, Нижне-Крепинская и далее до границы с Таганрогским округом. Таганрогский округ передан Украине целиком. |                                                          |
|                                                                        |                      |                  | |                                                          |
|                                                                        | 16 апреля 1920 года  |                  | Президиум ВУЦИК утвердил уточнённую Совнаркомом границу Донецкой губернии: из Области Войска Донского: Таганрогский округ, из Донецкого округа станицы Гундоровская, Каменская, Калитвенская, Усть-Белокалитвенская, волость Карпово-Обрывская; от Черкасского округа — волость Фёдоровская, станица Владимирская, волость Сулиновская, станица Александровская и северные половины станиц Грушевской и Аксайской. |                                                          |
|                                                                        |                      |                  | |                                                          |
|                                                                        | август 1924 года     |                  | в состав РСФСР были переданы части Шахтинского и Таганрогского округов Донецкой губернии УССР, что составило примерно половину от территории, ранее входившей в состав области Войска Донского и переданной УССР за четыре года до этого. Были возвращены: город Таганрог, Фёдоровский, Николаевский, Матвеево-Курганский, Советинский, Голодаевский районы и восточная часть Екатериновского района Таганрогского округа; город Шахты, Глубокинский, Ленинский, Каменский, Усть-Белокалитвенский, Владимирский, Сулинский, Шахтинский районы и части территории Сорокинского и Алексеевского районов Шахтинского округа. |                                                          |
|                                                                        |                      |                  | |                                                          |
|                                                                        | 1925-1926 годы       |                  | были переданы УССР: от Гомельской губернии: Семёновская волость Новозыбковского уезда; от Курской губернии: территория бывшего Путивльского уезда (без Крупецкой волости), Креничанская волость Грайворонского уезда и две неполные волости Грайворонского и Белгородского уездов, бывшая Криничевская волость бывшего Суджанского уезда, южная часть Муромской волости Белгородского уезда; от Брянской губернии: селение Знобь Трубчевской волости Почепского уезда, селения Хинельской волости Севского уезда (Фатевиж, Барановка, Демьяновка, Муравейня), Толстодубово Лемешковской волости, Сельцо-Никитское, Сетное, деревня Грудская Подывотской волости; от Воронежской губернии: Троицкая волость и часть Уразовской волости Валуйского уезда. |                                                          |
|                                                                        |                      |                  | |                                                          |
|                                                                        | 16 октября 1928 года |                  | в состав РСФСР были возвращены селение Знобь и деревня Грудская, переданных ранее из Брянской губернии. В состав УССР были переданы: селения Рашковичи и Смокаревка Хинельской волости Севского уезда Брянской губернии; селения Старицы, Прилипки и Огурцово Муромской волости Белгородского уезда Курской губернии; селения Великая Рыбица, Мирополье, Студенки, Запселье, Песняки, Александрия, Васильевка и Новая Деревня Миропольской волости Грайворонского уезда Курской губернии. |                                                          |
|                                                                        |                      |                  | |                                                          |
| Западная Украина                                                       | 1 ноября 1939 года   |                  | Присоединение Западной Украины к СССР по договорённости между СССР и Германией. Договором 1945 года между СССР и Польшей эти территории (с небольшими отступлениями в пользу Польши) были закреплены за СССР. | Западная Украина                                         |
|                                                                        |                      |                  | |                                                          |
| Бессарабия и Северная Буковина                                         | 3 июня 1940 года     |                  | Занятие советскими войсками территории, принадлежавшей Румынии | Украина (Одесская и Черновицкая области), Молдавия, ПМР. |
|                                                                        |                      |                  | |                                                          |
| Львовская область западнее линии Керзона                               | октябрь 1944 года    |                  | В соответствии с решениями Тегеранской к Польше перешли следующие районы Львовской области: Горинецкий, Любачевский, Ляшковский, Сенявский, Угневский. | В составе Польши                                         |
|                                                                        |                      |                  | |                                                          |
|                                                                        | 16 августа 1945 года |                  | В результате договора к Польше перешли территории Лемковщины, Надсанья, Холмщины и Подляшья |                                                          |
|                                                                        |                      |                  | |                                                          |
| Подкарпатская Русь                                                     | 29 июня 1945 года    | Западная Украина | «Договор между СССР и Чехословацкой республикой о Закарпатской Украине» | Закарпатская область                                     |
|                                                                        |                      |                  | |                                                          |
| Остров Змеиный и часть земель в дельте Дуная                           | 23 мая 1948 года     | Румыния          | Дипломатическое соглашение, подписанное Николаем Шутовым (от СССР) и Эдуардом Мезинческу (от Румынии). | Одесская область Украины                                 |
|                                                                        |                      |                  | |                                                          |
| Часть Львовской области                                                | 15 февраля 1951 года |                  | Обмен с Польшей равными по площади территориями. | Львовская область Украины                                |
|                                                                        |                      |                  | |                                                          |
| Крымская область                                                       | 26 апреля 1954 года  | Крым             | Передача Крымской области из состава РСФСР в состав УССР | АР Крым и Севастополь                                    |
|                                                                        |                      |                  | |                                                          |

## Украина
| Территория                          | Дата обретения | Регион, карта | Статус, источник территории, этапы её обретения | Современный статус территории                                  |
| ----------------------------------- | -------------- | ------------- | ----------------------------------------------- | -------------------------------------------------------------- |
| континентальный шельф в Чёрном море | 2009           |               | Территориальный спор между Румынией и Украиной  | Румыния получила 80% общей площади шельфа (9,7 тыс. км² из 12) |
|                                     |                |               |                                                 |                                                                |
| порт Джурджулешты и село Паланка    | 2012           |               | Территориальный спор между Молдавией и Украиной | Территории остались за Молдавией                               |
|                                     |                |               |                                                 |                                                                |